# Voigtsdorfer Katzenwiegen
Das Voigtsdorfer Katzenwiegen ist eine nicht ganz ernstgemeinte Tradition des Erzgebirges, die in Voigtsdorf gefeiert wird und in welcher der Verlauf des Winters anhand des Gewichts einer Hauskatze vorausgesagt werden soll.

## Kulturgeschichte
Die Herkunft und das Alter der Tradition ist unbekannt. Sie geriet zu Zeiten der DDR in Vergessenheit und wurde nach der Wende wiederentdeckt und -belebt.

## Orakel
Eine örtliche Katze (aktuell „Nero“, der schwarze Kater des Zeremonienmeisters Jens Lommatzsch) wird öffentlich einmal am 1. Mai und einmal zum 1. Advent gewogen. Ihr Wintergewicht wird durch das Sommergewicht dividiert. Das Ergebnis wird von einer eigens zusammengestellten Dorfkommission, die in historischen Kostümen auftritt, bewertet und daraus der Verlauf des kommenden Winters prophezeit. Das ganze Spektakel wird von einem Volksfest begleitet.
Motto ist: „Je fetter die Katze, desto härter der Winter.“
Für 2019/20 wurde ein „normaler Winter“ prophezeit.

## Kritik
Die Tierschutzorganisation PETA kritisierte den Stress für die Katze. Dem entgegnete Lommatzsch, dass er und seine Katze 30 Meter entfernt wohnen würden und sie bei Missfallen sofort heimlaufen würde.

## Kulturelle Rezeption
- Das Katzenwiegen erfreut sich inzwischen einer so großen Beliebtheit, dass ihm 2017 ein Kunstwerk in Form einer großen hölzernen Waage mit einer Katze darauf gewidmet wurde.

- Thomas „Rups“ Unger (ehemals De Randfichten) widmete der Tradition sogar ein eigenes Lied: Des werd a harter Winter (De Katz)[3]